# Sainte-Magnance
Sainte-Magnance est une commune française située dans le département de l'Yonne en région Bourgogne-Franche-Comté.

## Géographie
Sainte-Magnance est une commune limitrophe de la Côte-d'Or. Elle est traversée par un axe routier important, la nationale 6. Trois hameaux dépendent de la commune, Villeneuve, Champmorlin et Toucheboeuf.

### Climat
Pour des articles plus généraux, voir Climat de la Bourgogne-Franche-Comté et Climat de l'Yonne.
En 2010, le climat de la commune est de type climat des marges montargnardes, selon une étude du Centre national de la recherche scientifique s'appuyant sur une série de données couvrant la période 1971-2000. En 2020, Météo-France publie une typologie des climats de la France métropolitaine dans laquelle la commune est exposée à un climat océanique altéré et est dans la région climatique  Lorraine, plateau de Langres, Morvan, caractérisée par un hiver rude (1,5 °C), des vents modérés et des brouillards fréquents en automne et hiver. 
Pour la période 1971-2000, la température annuelle moyenne est de 10,4 °C, avec une amplitude thermique annuelle de 16,3 °C. Le cumul annuel moyen de précipitations est de 903 mm, avec 12,9 jours de précipitations en janvier et 8,7 jours en juillet. Pour la période 1991-2020, la température moyenne annuelle observée sur la station météorologique de Météo-France la plus proche, « St André », sur la commune de Saint-André-en-Terre-Plaine à 4 km à vol d'oiseau, est de 11,3 °C et le cumul annuel moyen de précipitations est de 849,9 mm. 
La température maximale relevée sur cette station est de 41,3 °C, atteinte le 24 juillet 2019 ; la température minimale est de −16 °C, atteinte le 20 décembre 2009,,. 
Les paramètres climatiques de la commune ont été estimés pour le milieu du siècle (2041-2070) selon différents scénarios d'émission de gaz à effet de serre à partir des nouvelles projections climatiques de référence DRIAS-2020. Ils sont consultables sur un site dédié publié par Météo-France en novembre 2022.

## Urbanisme

### Typologie
Au 1er janvier 2024, Sainte-Magnance est catégorisée commune rurale à habitat dispersé, selon la nouvelle grille communale de densité à sept niveaux définie par l'Insee en 2022.
Elle est située hors unité urbaine. Par ailleurs la commune fait partie de l'aire d'attraction d'Avallon, dont elle est une commune de la couronne,. Cette aire, qui regroupe 74 communes, est catégorisée dans les aires de moins de 50 000 habitants,.

### Occupation des sols
L'occupation des sols de la commune, telle qu'elle ressort de la base de données européenne d’occupation biophysique des sols Corine Land Cover (CLC), est marquée par l'importance des territoires agricoles (66,7 % en 2018), en diminution par rapport à 1990 (68,2 %). La répartition détaillée en 2018 est la suivante : 
prairies (39,9 %), forêts (28,1 %), terres arables (20,6 %), zones agricoles hétérogènes (6,2 %), mines, décharges et chantiers (2,9 %), zones urbanisées (2,3 %). L'évolution de l’occupation des sols de la commune et de ses infrastructures peut être observée sur les différentes représentations cartographiques du territoire : la carte de Cassini (XVIIIe siècle), la carte d'état-major (1820-1866) et les cartes ou photos aériennes de l'IGN pour la période actuelle (1950 à aujourd'hui).

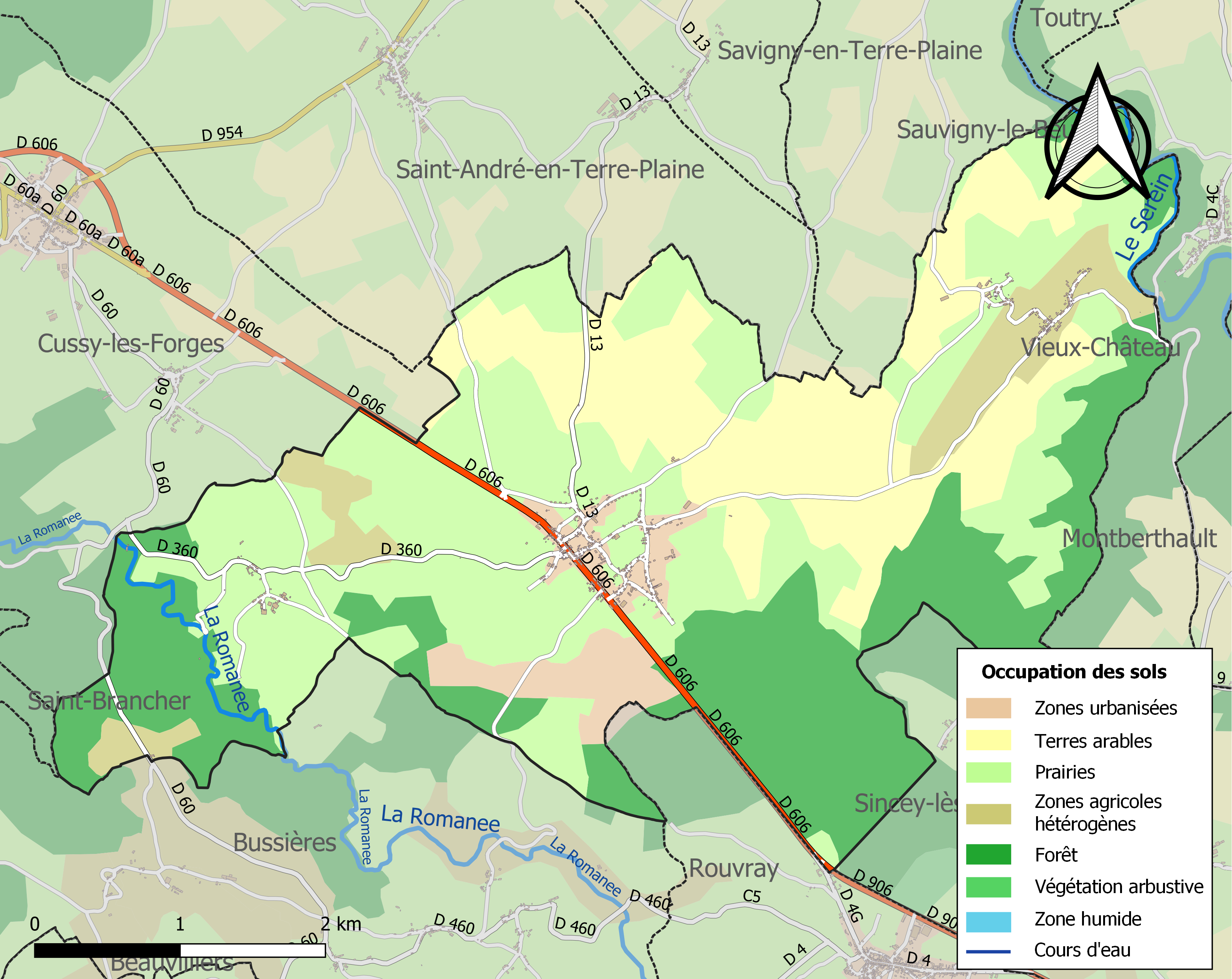
Carte des infrastructures et de l'occupation des sols de la commune en 2018 (CLC).

## Histoire
Nommée à l'origine Saint-Pierre-sous-Cordois, la commune prit le nom de Sainte-Magnance en l'honneur de Magnance, une jeune fille originaire de Civitavecchia qui vint raccompagner le corps de l'évêque Germain d'Auxerre (380 - 448) à la suite de la mort de celui-ci à Ravenne. Elle-même décéda sur le chemin du retour, en 448, près du village. Au VIIe siècle, un pèlerin la vit en songe à cet endroit ; il en prévint les habitants du village. Son corps fut alors retrouvé à l'endroit où elle était tombée, et amené au village qui prit dès lors son nom. Une chapelle fut érigée à l'endroit de sa mort, qui fut détruite au XVIIIe siècle.
Dans les années 2000, une habitante de Sainte-Magnance fit un legs à la commune afin que soit érigée une statue où s'était auparavant dressée la chapelle, chose qui fut faite en 2009. Le tombeau de Magnance se trouve dans l'église de Sainte-Magnance.

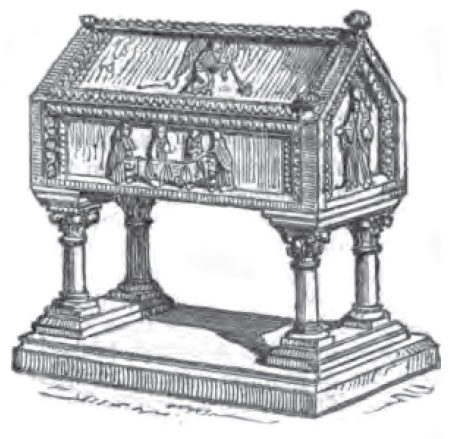
Sépulture de Magnance, Victor Petit, 1870.
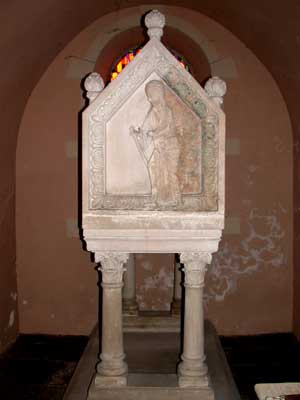
Sépulture de Magnance.

Au cours de la Révolution française, la commune fut provisoirement renommée Magnance-le-Rocher.
Les houillères de Sincey sont exploitées sur la commune et dans les environs entre 1835 et 1908,.

## Politique et administration
| Période    | Période | Identité          | Étiquette | Qualité   |
| ---------- | ------- | ----------------- | --------- | --------- |
|            |         |                   |           |           |
| avant 2006 | 2014    | Maxime Brisard    |           |           |
| 2014       | 2018    | Micheline Dalidet | SE        | Retraitée |
| 2018       | 2023    | Julien Millot     | SE        | Démission |

## Démographie
L'évolution du nombre d'habitants est connue à travers les recensements de la population effectués dans la commune depuis 1793. Pour les communes de moins de 10 000 habitants, une enquête de recensement portant sur toute la population est réalisée tous les cinq ans, les populations de référence des années intermédiaires étant quant à elles estimées par interpolation ou extrapolation. Pour la commune, le premier recensement exhaustif entrant dans le cadre du nouveau dispositif a été réalisé en 2004.

En 2022, la commune comptait 480 habitants, en évolution de +1,27 % par rapport à 2016 (Yonne : −1,95 %, France hors Mayotte : +2,11 %).
| 1793 | 1800 | 1806 | 1821 | 1831 | 1836 | 1841 | 1846 | 1851 |
| ---- | ---- | ---- | ---- | ---- | ---- | ---- | ---- | ---- |
| 601  | 629  | 684  | 757  | 860  | 819  | 865  | 859  | 818  |

| 1856 | 1861 | 1866 | 1872 | 1876 | 1881 | 1886 | 1891 | 1896 |
| ---- | ---- | ---- | ---- | ---- | ---- | ---- | ---- | ---- |
| 780  | 800  | 770  | 785  | 786  | 770  | 816  | 834  | 862  |

| 1901 | 1906 | 1911 | 1921 | 1926 | 1931 | 1936 | 1946 | 1954 |
| ---- | ---- | ---- | ---- | ---- | ---- | ---- | ---- | ---- |
| 807  | 739  | 703  | 605  | 547  | 541  | 507  | 507  | 402  |

| 1962 | 1968 | 1975 | 1982 | 1990 | 1999 | 2004 | 2006 | 2009 |
| ---- | ---- | ---- | ---- | ---- | ---- | ---- | ---- | ---- |
| 374  | 364  | 355  | 336  | 325  | 353  | 365  | 373  | 424  |

| 2014 | 2019 | 2022 | - | - | - | - | - | - |
| ---- | ---- | ---- | - | - | - | - | - | - |
| 465  | 482  | 480  | - | - | - | - | - | - |

## Lieux et monuments
- L'église Sainte-Magnance (XIIe-XVe siècle), église romane dans laquelle se trouve le tombeau de Magnance de Bourgogne ou sainte Magnance (née à Ravenne, Italie - morte en 448 en Bourgogne[22].
- Le château Jacquard - XVe siècle - il est inscrit aux 2/02/1931 - Privé.
- Vestiges miniers (puits Saint-Magnance).

Vestiges miniers.
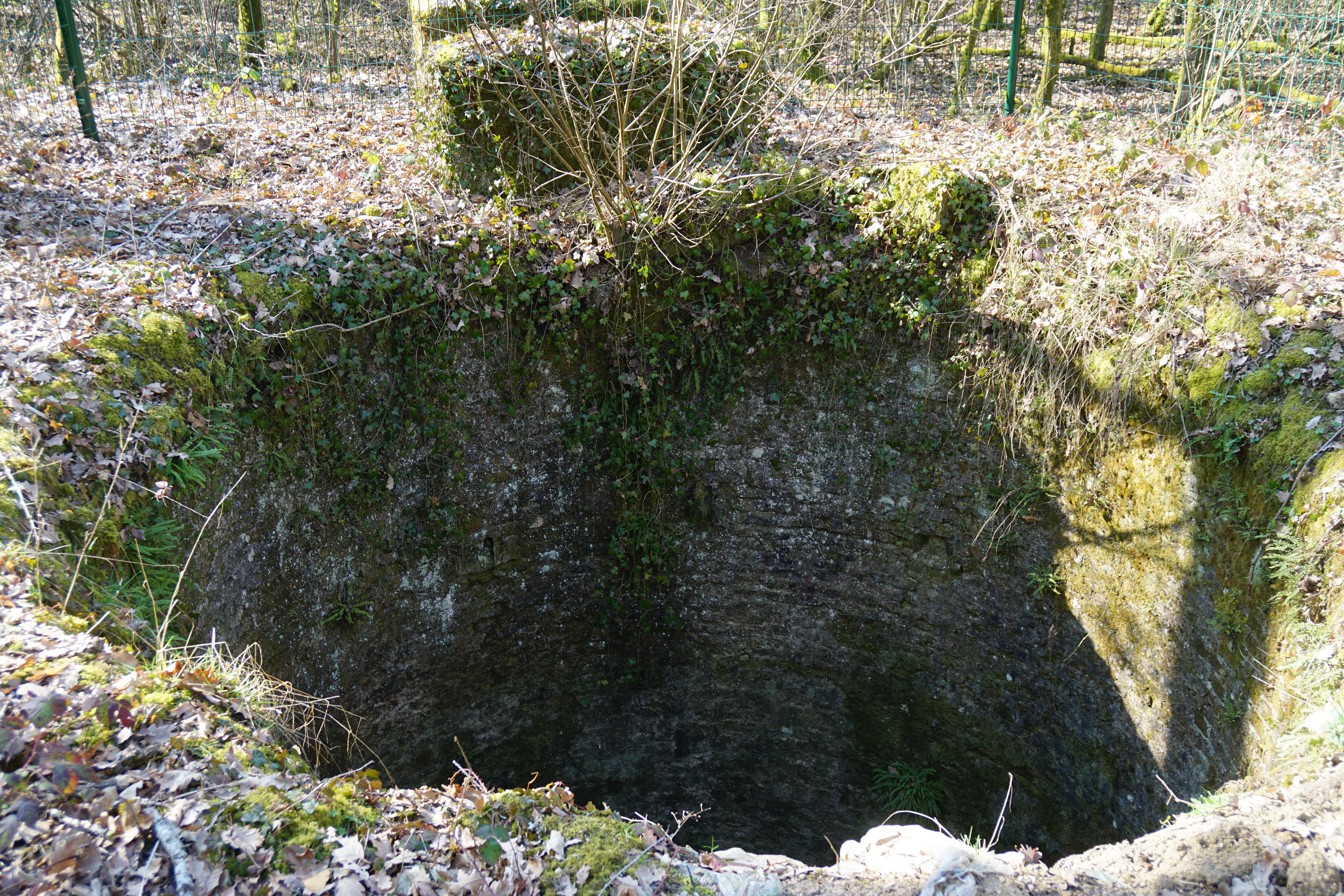
L'orifice du puits Sainte-Magnance.
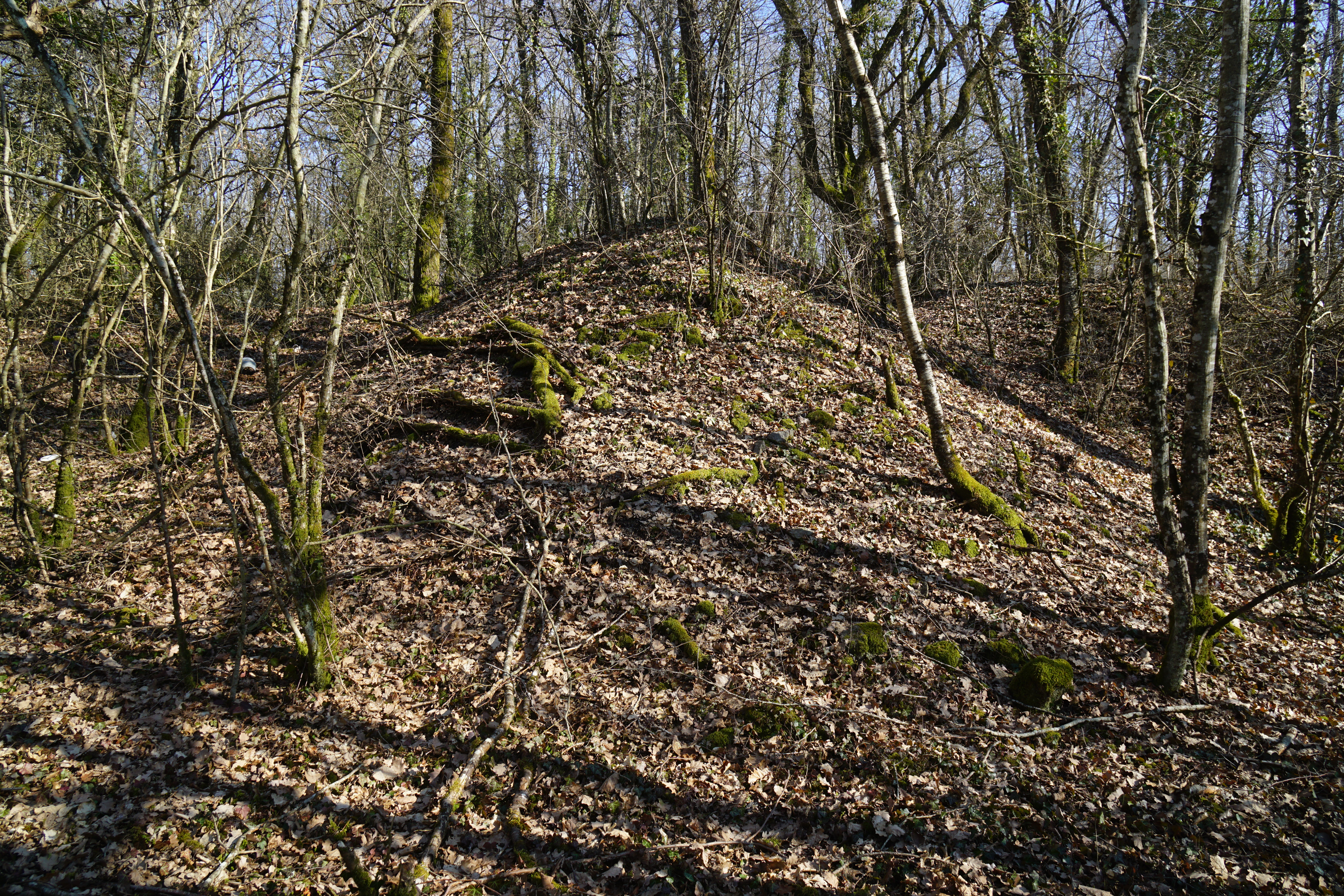
Le terril du puits Sainte-Magnance.

## Personnalités liées à la commune
- Sainte Magnance est morte près de la commune en 448.
- L'écrivain et cordonnier Margravou (1902-1959) est né à Sainte-Magnance.
- L'actrice Junie Astor et le colonel Simone (patron de Maserati France) sont décédés à Sainte-Magnance le 22 août 1967, d'un accident de circulation, la Maserati du colonel ayant heurté un camion[23].

## Pour approfondir